# Теорема про подвійну надбудову
Теорема про подвійну надбудову стверджує, що подвійна надбудова S2X гомологічної сфери X гомеоморфна сфері.
Теорему довели Кеннон та Едвардс.

## Наслідки
- Якщо X є кусково-лінійною гомологічною сферою і при цьому не сферою, то її подвійна надбудова S2X має природну тріангуляцію, яка не є кусково-лінійною. Причина полягає в тому, що, на відміну від кусково-лінійних многовидів, лінк з однією з точок в надбудові не є сферою.